# Arthromeris cyrtomioides
Arthromeris cyrtomioides är en stensöteväxtart som beskrevs av S.G.Lu och C.D.Xu. Arthromeris cyrtomioides ingår i släktet Arthromeris och familjen Polypodiaceae. Inga underarter finns listade.